# 2.7.0
Albums de Kaaris
Or noir 3
(2019) Château noir
(2021)
Singles
1. Goulag
Sortie : 3 juillet 2020
2. NRV
Sortie : 31 juillet 2020
3. Freestyle 2.7.0
Sortie : 14 août 2020
4. Illimité
Sortie : 21 août 2020
5. Deux deux (feat. Bosh)
Sortie : 3 octobre 2020
6. IRM (feat. Freeze Corleone)
Sortie : 23 octobre 2020
7. 1er coeur (feat. Gims)
Sortie : 6 novembre 2020
8. Five O (feat. Gazo)
Sortie : 18 décembre 2020
9. Tout est prêt (feat. Sid les 3 Éléments)
Sortie : 25 janvier 2021

2.7.0 est le sixième album studio du rappeur Kaaris sorti le 4 septembre 2020.

## Historique
Un an et sept mois après avoir sorti l'album Or noir 3 (dernier volet de la série), Kaaris quitte Def Jam France pour créer son propre label OG Record tout en signant chez Lutèce Music, affilié au label Caroline France.
Il sort le premier single de son sixième album studio 2.7.0, intitulé Goulag le 3 juillet 2020. Goulag fera un très bon démarrage sur les différentes plateformes de streaming et constituera même le meilleur démarrage de sa carrière.
Le 31 juillet 2020, il sort donc un second single intitulé NRV sur une prod type Drill, sous-genre musical du hip-hop popularisé mondialement par le rappeur américain Pop Smoke . Kaaris continue donc sur cette lancée puisque le clip a réalisé un meilleur démarrage que Goulag sur YouTube en faisant plus d'1 million de vues en seulement 10h.
Le 10 août, il annonce la précommande de l’album sur toutes les plateformes de streaming telles que iTunes, Google Play, Apple Music, Deezer ou encore Spotify. 
Le même jour, il sort le Freestyle 2.7.0 pour faire patienter ses fans .
Le 17 août, Kaaris dévoile donc la tracklist de l’album, composée de 17 titres et de 5 featurings : Bosh sur le son Deux deux, Dadju sur le son Piquée, Sid les 3 Éléments sur le son Tout est prêt, Gims sur le son 1er cœur ainsi qu'Imen Es sur le son Lumière.
Le 21 août, Kaaris rend disponible sur les plateformes un troisième titre pour la promotion de l'album : Illimité.
Après une semaine d'exploitation, l'album a réalisé un meilleur démarrage que Or noir 3  avec 17 221 exemplaires vendus (physique, digital, streaming).
Le 23 octobre, il sort un single intitulé IRM en feat avec Freeze Corleone et l’inclus dans l’album en même temps que le Freestyle 2.7.0.
Le 18 décembre, il sort un single intitulé Five O en feat avec Gazo, et est directement inclus dans l’album.
Le 28 décembre, l’album a enfin été certifié disque d’or, 3 mois après sa sortie avec + de 50 000 exemplaires vendus.

## Liste des titres
| 1.    | Ultra                                   | Boumidjal X, Holomobb               | 2:37 |
| 2.    | Mandalorian                             | Kozbeatz                            | 3:29 |
| 3.    | Goulag                                  | Boumidjal X, Holomobb               | 2:53 |
| 4.    | Sosa                                    | Trent 700, Marti4K                  | 2:49 |
| 5.    | NRV                                     | Boumidjal X, Holomobb               | 3:11 |
| 6.    | Deux deux (avec Bosh)                   | Takeshi-San, Franglish              | 2:56 |
| 7.    | Illimité                                | Trent 700                           | 3:21 |
| 8.    | Piquée (avec Dadju)                     | Fux, Seysey, Dadju, Patry           | 2:50 |
| 9.    | Moula moula                             | Yaya Onthetrack                     | 3:03 |
| 10.   | Tout est prêt (avec Sid les 3 Éléments) | Takeshi-San                         | 3:12 |
| 11.   | Guedro                                  | Noxious                             | 2:15 |
| 12.   | 1er cœur (avec Gims)                    | Gims, Ponko                         | 3:25 |
| 13.   | Bope                                    | Boumidjal X, Holomobb               | 3:27 |
| 14.   | Valhalla                                | Boumidjal X, Holomobb               | 2:56 |
| 15.   | Big Riska                               | Nikito                              | 3:32 |
| 16.   | Lumière (avec Imen Es)                  | Abou Debeing, Young Bouba, Red, Fux | 3:11 |
| 17.   | Réussite                                | Shurass Product                     | 3:14 |
| 51:22 |                                         |                                     |      |

## Nouveaux titres en streaming
| 1.   | Freestyle 2.7.0             | Boumidjal X, Holomobb         | 2:40 |
| 2.   | IRM (feat. Freeze Corleone) | Flem, Congo Bill, Tha Trickaz | 3:31 |
| 3.   | Five O (feat. Gazo)         | Takeshi-San                   | 3:14 |
| 9:46 |                             |                               |      |

## Château noir
Albums de Kaaris
2.7.0
(2020) SVR
(2022)
Singles
1. Château noir
Sortie : 12 mars 2021
2. Équipage
Sortie : 26 mars 2021

Château noir est le projet secret sur lequel Kaaris était en préparation depuis 2019. Il devait s’agir à la base d’une mixtapemais finalement, il s’agit de la réédition du sixième album studio 2.7.0, qui est donc annoncée pour le 26 mars 2021.
Cette réédition marque aussi le retour des collaborations entre Kaaris et son ancien producteur Therapy, 4 ans et demi après la dernière collaboration depuis l’album Okou Gnakouri, sorti en 2016. Elle contient deux CDs dont l’album 2.7.0 et 11 inédits dont le premier extrait de cette réédition du même nom. L’album a fait plus de 5 811 exemplaires vendus (physique, digital, streaming) lors de la première semaine d’exploitation, ce qui est un très bon démarrage pour une réédition.
| CD1   | CD1          | CD1            | CD1   | CD1 | CD1 | CD1 | CD1 | CD1 | CD1 |
| No    | Titre        | Compositeur(s) | Durée |     |     |     |     |     |     |
| ----- | ------------ | -------------- | ----- | --- | --- | --- | --- | --- | --- |
| 1.    | Équipage     | Therapy        | 2:16  |     |     |     |     |     |     |
| 2.    | Top          | Therapy        | 3:07  |     |     |     |     |     |     |
| 3.    | Château noir | Therapy        | 3:29  |     |     |     |     |     |     |
| 4.    | Monté Carlo  | Therapy        | 3:16  |     |     |     |     |     |     |
| 5.    | Akrapovic    | Therapy        | 3:32  |     |     |     |     |     |     |
| 6.    | SE           | Therapy        | 3:15  |     |     |     |     |     |     |
| 7.    | 2363         | Therapy        | 2:59  |     |     |     |     |     |     |
| 8.    | Rif          | Therapy        | 2:50  |     |     |     |     |     |     |
| 9.    | Rosé         | Therapy        | 3:32  |     |     |     |     |     |     |
| 10.   | Merci        | Therapy        | 2:57  |     |     |     |     |     |     |
| 11.   | Pégase       | Therapy        | 2:13  |     |     |     |     |     |     |
| 31:26 |              |                |       |     |     |     |     |     |     |

| CD2   | CD2                                      | CD2                                 | CD2   | CD2 | CD2 | CD2 | CD2 | CD2 | CD2 |
| No    | Titre                                    | Compositeur(s)                      | Durée |     |     |     |     |     |     |
| ----- | ---------------------------------------- | ----------------------------------- | ----- | --- | --- | --- | --- | --- | --- |
| 1.    | Ultra                                    | Boumidjal X, Holomobb               | 2:37  |     |     |     |     |     |     |
| 2.    | Mandalorian                              | Kozbeatz                            | 3:29  |     |     |     |     |     |     |
| 3.    | Goulag                                   | Boumidjal X, Holomobb               | 2:53  |     |     |     |     |     |     |
| 4.    | Sosa                                     | Trent 700, Marti4K                  | 2:49  |     |     |     |     |     |     |
| 5.    | NRV                                      | Boumidjal X, Holomobb               | 3:11  |     |     |     |     |     |     |
| 6.    | Deux deux (feat. Bosh)                   | Takeshi-San, Franglish              | 2:56  |     |     |     |     |     |     |
| 7.    | Illimité                                 | Trent 700                           | 3:21  |     |     |     |     |     |     |
| 8.    | Piquée (feat. Dadju)                     | Fux, Seysey, Dadju, Patry           | 2:50  |     |     |     |     |     |     |
| 9.    | Moula moula                              | Yaya Onthetrack                     | 3:03  |     |     |     |     |     |     |
| 10.   | Tout est prêt (feat. Sid les 3 Éléments) | Takeshi-San                         | 3:12  |     |     |     |     |     |     |
| 11.   | Guedro                                   | Noxious                             | 2:15  |     |     |     |     |     |     |
| 12.   | 1er cœur (feat. Gims)                    | Gims, Ponko                         | 3:25  |     |     |     |     |     |     |
| 13.   | Bope                                     | Boumidjal X, Holomobb               | 3:27  |     |     |     |     |     |     |
| 14.   | Valhalla                                 | Boumidjal X, Holomobb               | 2:56  |     |     |     |     |     |     |
| 15.   | Big Riska                                | Nikito                              | 3:32  |     |     |     |     |     |     |
| 16.   | Lumière (feat. Imen ES)                  | Abou Debeing, Young Bouba, Red, Fux | 3:11  |     |     |     |     |     |     |
| 17.   | Réussite                                 | Shurass Product                     | 3:14  |     |     |     |     |     |     |
| 18.   | Freestyle 2.7.0                          | Boumidjal X, Holomobb               | 2:40  |     |     |     |     |     |     |
| 19.   | IRM (feat. Freeze Corleone)              | Flem, Congo Bill, Tha Trickaz       | 3:31  |     |     |     |     |     |     |
| 20.   | Five O (feat. Gazo)                      | Takeshi-San                         | 3:14  |     |     |     |     |     |     |
| 58:47 |                                          |                                     |       |     |     |     |     |     |     |

## Crédits et personnels
| - Enregistrement – Fux Cartel, Paris, France - Ingénieur du son – Eden Fux Cartel - Enregistrement (seulement pour Goulag, Piquée) – Studio 20Cent, Paris, France - Ingénieur du son (seulement pour Goulag, Piquée) – 20Cent - Lieu de mixage – Fux Cartel, Paris, France - Mixage audio – Eden Fux Cartel - Lieu de mixage (seulement Goulag, Piquée) – Studio 20Cent, Paris, France - Mixage audio (seulement Goulag, Piquée) – 20Cent | - Studio de mastering – Transbal Mastering Studios, Paris, Île-de-France, France - Mastering – Transbal - Mastering (pour la réédition Château noir) - Julien Courtois - Photographie – Fifou, Steven Norel, Rémi Medi - Photographie (pour la réédition Château noir) – Alexandre Carel - Graphiste de pochette – Fifou - Graphiste de pochette (pour la réédition Château noir) – Enzo Trupiano |

## Polémiques
Dans le morceau Sosa, Kaaris adresse une pique à Maes en reprenant son flow dans son single L'odeur du charbon en feat avec Dosseh.
Et puis dans le dernier morceau de l'album Réussite, il règle ses comptes avec Booba.
Dans le premier extrait de la réédition Château noir du même nom, Kaaris s'attaque à l'homme politique Jean Messiha.

## Clips vidéo
- 3 juillet 2020 : Goulag
- 31 juillet 2020 : NRV
- 14 août 2020 : Freestyle 2.7.0
- 2 septembre 2020 : Illimité
- 3 octobre 2020 : Deux deux (feat. Bosh)
- 23 octobre 2020 : IRM (feat. Freeze Corleone)
- 6 novembre 2020 : 1er cœur (feat. Gims)
- 18 décembre 2020 : Five O (feat. Gazo)
- 25 janvier 2021 : Tout est prêt (feat. Sid les 3 Éléments)
- 12 mars 2021 : Château noir
- 26 mars 2021 : Équipage

## Classements et certifications

### Classements hebdomadaires
| Classements (2020)           | Meilleure position |
| ---------------------------- | ------------------ |
| Belgique (Flandre Ultratop)  | 50                 |
| Belgique (Wallonie Ultratop) | 5                  |
| France (SNEP)                | 4                  |
| Suisse (Schweizer Hitparade) | 13                 |

### Certifications et ventes
| Région | Certification | Ventes/Streams |
| ------ | ------------- | -------------- |
| France | Platine       | 150 000        |

## Titres certifiés en France
- Goulag  Or
- Château noir  Or
- 1er coeur (feat. Gims)  Or
- NRV  Or